# Noccidium hastulatum
Noccidium es un género monotípico de plantas con flores de la familia Brassicaceae. Su única especie: Noccidium hastulatum, es originaria de Asia, donde se distribuye por Irán.

## Taxonomía
Noccidium hastulatum fue descrita por Friedrich Karl Meyer y publicado en Feddes Repert. 84(5-6): 456. 1973
Sinonimia
- Carpoceras hastulatum Boiss.
- Hutchinsia hastulata DC.[3]